# Associacionisme
L'associacionisme és la tendència, voluntat o preferència a unir-se en grups, entitats o associacions per assolir uns propòsits específics.

## Definició
L'associacionisme és un fenomen social, jurídic i històric de les societats modernes consistent en la voluntat de diversos individus d'unir-se en associacions (d'afiliació més o menys lliure i voluntària) per assolir uns objectius predeterminats o satisfer uns interessos específics.
Per alguns és la base de la societat civil, ja que través de les associacions es canalitzen les inquietuds de la gent i es potencia l'activitat cívica dels ciutadans. L'associacionisme té com a objectiu principal millorar l'espai públic i transformar la realitat a través de la participació social, organitzant i planificant accions prèviament reflexionades per un col·lectiu de persones que volen millorar la qualitat de vida pròpia i dels seus veïns. L'associacionisme pot incloure activitats culturals, econòmiques, polítiques, etc.
El terme associacionisme es va usar per primer cop a principis del segle xix per seguidors de teories del socialisme utòpic com per exemple Robert Owen i Charles Fourier.

## Història de l'associacionisme català
Els primers antecedents de l'associacionisme modern aparegueren ja durant l'antic règim amb els gremis, col·legis i confraries.
El segle xix la nova filosofia liberal afavorí l'aparició de nous tipus d'associacions com els ateneus, els cercles i els casinos; i la nova economia industrial la dels monts de pietat obrers, les societats d'ajuda mútua, les cooperatives i posteriorment els sindicats de classe. Paral·lelament es produí el primer boom de les associacions d'oci com les excursionistes, i ja el segle XX aparegueren els primers clubs esportius. Jurídicament la primera normativa que preveia el dret d'associació fou la Constitució Espanyola de 1869 (articles 17-19), que repetiria també la Constitució del 1876 (article 13), i que es desplegaria efectivament amb la llei del 30 de juny de 1887. Posteriorment la llei es va mantenir amb la Constitució republicana del 1931 i l'Estatut català del 1932, però fou àmpliament vulnerada durant la guerra civil a les dues rereguardes.
Després durant postguerra el totalitarisme de la nova dictadura franquista va fer desaparèixer el 90% de totes les associacions creades al llarg de les dècades precedents. Les entitats que van sobreviure foren controlades al màxim, i els drets de reunió i associació foren pràcticament anorreats pel Codi penal espanyol i la policia governativa. El fenomen de l'associacionisme fou collat per les nombroses traves burocràtiques que en va impedir un nou creixement: Un decret del 1941 va respectar l'antiga llei del 1887 però va imposar que qualsevol associació necessitaria a partir de llavors un permís governatiu explícit. Més endavant el règim va aprovar una nova llei el 24 de desembre de 1964 (i llur reglament del 20 de maig de l'any següent) però que va mantenir la mateixa política repressiva. Pel que fa a les entitats del Movimiento Nacional i d'algunes de l'Església estaven fora del règim general descrit i es regien per normatives específiques.
Entre els últims anys de la dictadura i els primers de la transició la societat catalana, valenciana i balear, així com l'espanyola en termes generals, va viure una transformació sociològica profunda per la influència dels nous patrons de conducta del consumisme i l'americanisme. A la vegada l'administració estatal també va incrementar llur influència. Aquests dos factors van causar un progressiu desmembrament de la xarxa de l'associacionisme tradicional, que de mica en mica fou substituït per noves formes de relació social més impersonals i per estils de vida més gregaris i individualistes. Aquest canvi general evident va quedar inicialment amagat pel fort moviment veïnal que els anys setanta a tota la península reivindicava la molt necessària reordenació dels espais urbans i que també es va mobilitzar en resistència contra la dictadura franquista.
Un cop morta la dictadura, als anys 80, 90 i 2000 les administracions (sobretot les municipals) han intentat iniciar noves maneres d'associacionisme a les zones urbanes construint els nous centres cívics. Certament aquests sovint han cobert necessitats importants, però en realitat no han aconseguit generar una nova dinàmica de participació ciutadana en uns moments en què l'antic rol protagonista de les associacions de veïns pràcticament s'ha esvaït.

## Curiositats
La Declaració dels Drets de l'Home i del Ciutadà del 1789 havia ignorat completament el dret d'associació entre els drets fonamentals. Aquest oblit d'una cosa que ara ens pot semblar molt evident, en la mentalitat de la Revolució Francesa no ho era gens, ja que hom no volia veure entitats intermèdies entre l'individu i l'Estat.